# كأس آيسلندا 2003
كأس آيسلندا 2003 هو الموسم 44 من كأس آيسلندا. أشرف على تنظيمه اتحاد آيسلندا لكرة القدم، وفاز فيه ابروتاباندلاج أكرانيس.